# Junior Wells
Junior Wells (eredeti nevén Amos Wells Blakemore Jr.; (Memphis, Tennessee, 1934. december 9. –  Chicago, 1998. január 15.) amerikai bluesénekes és szájharmonikás. Leginkább Muddy Waters-szel, Earl Hookerrel és Buddy Guy-jal való fellépéseiről és lemezfelvételeiről ismert. (Játszott Bonnie Raitt-tal, a Rolling Stonesszal és Van Morrisonnal is.)

## Életpályája
Az Arkansas-beli West Memphis-ben nőtt fel (egyes források ezt jelölik meg születési helyeként is). Hétéves korától előbb unokatestvére,  Junior Parker, majd  Sonny Boy Williamson II tanította őt szájharmonikázni.
1948-ban költözött Chicagóba édesanyjával, aki előzőleg elvált. Pályájának indulásáról a Hoodoo Man Blues című lemezének borítóján olvasható szöveg szerint úgy emlékezett meg, hogy egy zálogházban 2 dollárért kínáltak egy szájharmonikát. Wells egész héten dolgozott, de  így is csupán másfél dollárja volt. Visszament a zálogházba, azonban a tulajdonos nem akart engedni az árból. Amikor elfordult, Wells magához vette a szájharmonikát, letette a pénzét a pultra és elrohant. A bíró kérdésére, miért tette ezt, előadta, hogy neki szüksége volt erre a szájharmonikára. A bíró felhívására játszani is kezdett a szájharmonikán. Erre a bíró átadta a hiányzó 50 centet a zálogügynöknek és kijelentette, hogy a kérelmet elutasítja. Wells ekkortájt kezdett el partikon és kocsmákban zenélni.
1997-ben Wells súlyos egészségi problémákkal küzdött – rákja és szívrohama volt. 1998. január 18-án hunyt el Chicagóban. Az Oak Wood-i temetőben nyugszik.

## Albumai
Buddy Guy-jal készített albumok 
| - Hoodoo Man Blues † (1965) - It's My Life, Baby! † (1966) - Chicago/The Blues/Today!, vol. 1 † (1966) - You're Tuff Enough (1968) - Coming at You † (1968) - Live at the Golden Bear (1969) - Southside Blues Jam † (1969) - Buddy and the Juniors † (1970) - In My Younger Days (1972) - Buddy Guy & Junior Wells Play the Blues † (1972) - On Tap (1974) - Live at Montreux † (1977) - Blues Hit Big Town (1977) - Drinkin' TNT 'n' Smokin' Dynamite † (1977) - Pleading the Blues † (1979) - Got to Use Your Head (1979) - The Original Blues Brothers (1983) - Messin' with the Kid, vol. 1 (1986) - Universal Rock (1986) - Chiefly Wells (1986) | - Harp Attack! (1990) - 1957–1966 (1991) - Alone & Acoustic † (1991) - Undisputed Godfather of the Blues (1993) - Better Off with the Blues † (1993) - Messin' with the Kid 1957–63 (1995) - Everybody's Getting' Some (1995) - Come On in This House (1996) - Live at Buddy Guy's Legends (1997) - Keep on Steppin': The Best of Junior Wells (1998) - Best of the Vanguard Years (1998) - Masters (1998) - Buddy Guy & Junior Wells † (1998) - Last Time Around: Live at Legends (1998) - Junior Wells & Friends (1999) - Every Day I Have the Blues (2000) - Calling All Blues (2000) - Buddy Guy & Junior Wells † (2001) - Live Around the World: The Best of Junior Wells (2002) - Live at Theresa's 1975 (2006) |

## Külső hivatkozások
- Centerstage Chicago Obituary
- Elvis Pelvis Obituary Archiválva 2013. június 15-i dátummal a Wayback Machine-ben
- Island Net Obituary. [2003. augusztus 10-i dátummal az eredetiből archiválva]. (Hozzáférés: 2016. április 30.)
- Junior Wells az AllMusicon